# Simfonija broj 1 (Gustav Maler)
Prva simfonija u D-duru, pod nazivom „Titan“ je prva simfonija koju je napisao Gustav Maler. Komponovao ju je 1884–1888, a revidirana je 1896. godine.

## Kritike
Već u Beču, poslednje godine XIX veka, postaje jasno kakva će biti recepcija Malerovih dela. Od kada je Prva simfonija počela da se izvodi u tom gradu od 19. novembra 1900, broj onih koji su ga za života osporavali u znatnoj meri raste. Maler nije čak okarakterisan ni kao elitistički kompozitor, on nije ni „enfant terrible”, on postaje jednostavno neprihvatljiv. Dok je kao dirigent postizao uspehe, kao kompozitor nailazi na protivljenje čak i samih orkestarskih muzičara koji njegove simfonije treba da sviraju. Muzičari nalaze da je Prva simfonija prekomplikovana i prezasićena čudnim, skoro svirepim emocijama. Nakon premijere napustili su podijum pre nego što je kompozitor uspeo da se vrati na scenu. Sam Maler je u vezi s ovim delom zapisao: „Moja potreba da izrazim vlastita osećanja u muzici, u ovoj simfoniji počinje tek tamo gde se misteriozna osećanja prenose preko kapije koja vodi u drugi svet, svet koji ne razdvaja zbivanja kroz vreme i prostor.” 

## Kompozicija
Malerovi instrumenti ne sviraju ni jako ni slabo, ni brzo ni sporo, kao što je to ranije bio
slučaj. Maler je davao oznake poput: „prigušeno”, „svetlo”, „sa pozivanjem na igru”, „sa prizivanjem istorije”, „u stilu uličnih svirača”, „kao
da zovu na počinak”. Deo ovih oznaka je dopunio Malerov asistent i prvi propagator njegove muzike u Americi, dirigent Bruno Valter. 
Simfonija je premijerno izvedena u Budimpešti 20. novembra 1889. godine, gde je u to vreme Maler radio. Četiri njena stava, koja obrazuju celinu traju 55 minuta.
Simfonija se sastoji iz dva dela, od kojih prvi i drugi stav čine prvi, a treći i četvrti - drugi deo. Godine 1892, za izvođenje dela u Hamburgu, Maler je napisao ovakav programski vodič za delo, koji nikada nije objavio: 
- Iz mladalačkih dana, dečji strah, trnje;
- Proleće bez kraja (prva i druga slika se odnose na prvi stav);
- Glava cveta (ubrzo zatim prebrisana iz teksta i iz partiture, prvobitni drugi stav prve, petostavačne verzije Simfonije, kasnije prerađen u zaseban komad, poznat pod nazivom Blumine - Cvetovi);
- Punim jedrima (odnosi se na drugi stav);
- , nasukan, posmrtni marš (odnosi se na treći stav) i
- - izraz do dna ranjenoga srca (što se odnosi na četvrti stav).

## Karakteristike
- Prvi stav je kao zvuk prirode - Lagano,veoma mirno. Prvi stav je u pravom smislu te reči početak svega i uvod u Malerovo simfonijsko stvaralaštvo. Najpre nastupaju flažoleti gudača, koji dočaravaju tišinu rane zore, na koje kao harmonsku osnovu flaute ispuštaju svoje pastoralne signale, a trube avetinjske fanfare. Sve to nabujava do lapidarnog prikaza rađanja sunca, koje se u nekim interpretacijama ponavlja. Onda violončela, flauta, oboa, harfe i rogovi donose motiv preuzet iz druge pesme ciklusa Pesme Dečaka Lutalice, sa kojim je Simfonija u celini veoma srodna. Sve to ponovo nabujava i uliva se u burnu završnicu. Stav u celini protiče u atmosferi napetosti i iščekivanja.

- Drugi stav je skerco: Silovito, ali ne brzo. U osnovi ovog burnog stava leži jedan lendler u narodnom duhu, a središnji trio odiše nekom pevljivom sladunjavošću.

- Treći stav je mističan: Svečano i srkomno, ali bez uzbuđenja. Počinje ga kanon na narodnu pesmu Frer Žak koji od timpana i violončela, nabujava do celog orkestra i splasne. U središnjem delu stava, donose se igrački motivi u narodnom duhu i mistični marš iz četvrte pesme ciklusa Pesme dečaka lutalice. Ovo je strogo posmrtni marš, odnosno mala zbirka posmrtnih marševa od kojih se neki odvijaju jasnim marševskim korakom, dok drugi predstavljaju aluziju na umiranje vegetacije koja iznova nestaje s ovog sveta bez ropca i poslednjeg krika. Na kraju stava, ponavlja se kanon Frer Žak, ali sada ponešto slobodno.

- Finalni četvrti stav iz pakla u raj: - Burno, uzbuđeno i veoma divlje, nadovezuje se direktno, bez pauze i kolosalnih je dimenzija (traje 20 minuta). Počinje silovito, u izrazitoj snazi svih instrumenata, na koju se nadovezuje jedna mirna kantilena u violinama. Nastupaju i motivi iz prvog stava (uvodni flažoleti i snažna završnica), pa finale dobija karakter korala. Pri kraju, kao da Simfonija zamire, ali tada nastupa obrt: završnica je snažna, masivna, briljantna (izvođači na rogovima se širom otvaraju, ustajući sa svojih mesta). Finale je, dakle, tipično malerovsko. Kompozitor delimično ponavlja melodije prvog stava, a njegovu prirodu sad potresaju oluje sa munjama.

## Spoljašnje veze
- Gatalica, Aleksandar. Bolesni kosmos divnih ideja : Gustav Maler, jedan vek kasnije.[мртва веза] Povelja. - ISSN 0352-7751. - God. 34, br. 3

(2004), pp. 195-203.